# Isaak Schwarz
Isaak Iossifowitsch Schwarz (Исаак Иосифович Шварц) (Romny, 13 mei 1923 - Siverski, 27 december 2009) was een Russisch componist.
Schwarz groeide op in een joods gezin in het Oekraïense Romny en verhuisde met zijn familie in 1930 naar Leningrad, waar hij leerde pianospelen. Hij verloor zijn vader tijdens de stalinistische „Grote Zuivering“. Met de rest van zijn familie werd Isaak Schwarz in 1937 verbannen naar Kirgizië. Hij werd daar actief als privé muziekleraar in Bisjkek.
Tijdens de Tweede Wereldoorlog leidde hij een koor van het Rode Leger. Na de oorlog werd Schwarz dankzij Dmitri Sjostakovitsj toegelaten tot de compositieklas aan het conservatorium van Leningrad. Hij studeerde er af in 1951. Sinds 1959 was Schwrz vooral actief als componist van filmmuziek. Hij schreef de muziek voor meer 100 Sovjet-films, onder meer Uzala, de Kirgizische van Akira Kurosawa. Schwarz componeerde ook ballet- en toneelmuziek.
Het concert voor orkest Gele sterren – poerimspel in het getto (eerste uitvoering in 2000 in Sint-Petersburg) componeerde Schwarz na het lezen van aantekeningen uit het getto van Kaunas ter nagedachtenis aan de slachtoffers van de holocaust.
- Biblioteca Nacional de España: XX1606758
- Bibliothèque nationale de France: cb141360646 (data)
- Gemeinsame Normdatei: 103953442
- International Standard Name Identifier: 0000 0001 1021 6620
- Library of Congress Control Number: n93088825
- Nationale Bibliotheek van Letland: 000043569
- MusicBrainz: 7270f50e-9905-4010-b2ce-024d10163dda
- Nationale Bibliotheek van Tsjechië: xx0189217
- Nationale Bibliotheek van Israël: 987007491608005171
- Réseau des bibliothèques de Suisse occidentale: 02-A011746089
- Russische Staatsbibliotheek: 000105524
- Système universitaire de documentation: 245069984
- Virtual International Authority File: 15196329
- WorldCat: E39PBJhxfDXgY7KQBThrKcFVG3